# Památník Anny Fidlerové
Památník Anny Fidlerové v Karlových Varech připomíná významnou novinářku a publicistku Annu Fidlerovou, členku Syndikátu novinářů ČR, která od roku 1955 žila v Karlových Varech.

## Popis
Památník v podobě pamětního kamene se nachází v parku Anny Politkovské v ulici Krále Jiřího v Karlových Varech. Vznikl v roce 2019 z iniciativy a zásluhou Rotary Clubu Karlovy Vary, při příležitosti stého výročí narození Anny Fidlerové. Slavnostně odhalen byl v den nedožitých stých narozenin,  11. listopadu 2019 v půl čtvrté odpoledne, za účasti rodiny, členů Rotary klubu, spolku přátel Karlových Varů, zástupců divadla Dagmar, zástupců Židovské obce a mnoha dalších.
Památník nese nápis:
ANNA FIDLEROVÁ
NOVINÁŘKA
„NEBERTE SAMI SEBE PŘÍLIŠ VÁŽNĚ, BUĎTE NAD VĚCÍ“
11. 11. 1919 HOSPOZÍN – 14. 3. 2016 KARLOVY VARY